# NGC 142
NGC 142 è una galassia a spirale barrata situata nella costellazione della Balena. Ha una classe di luminosità II e presenta una larga riga a 21 cm dell'idrogeno neutro.

## Scoperta
NGC 142 è stata scoperta nel 1886 dall'astronomo americano Frank Müller, che la descrisse come "molto debole, piccola, un po' estesa, prima di un gruppo di tre (le altre due sono NGC 143 e NGC 144)".